# Adenopappus
Adenopappus es un género monotípico de plantas fanerógamas de la familia de las asteráceas. Su única especie, Adenopappus persicaefolius, Es originaria de México.

## Taxonomía
Adenopappus persicaefolius fue descrita por George Bentham y publicado en Plantas Hartwegianas imprimis Mexicanas 41. 1840.
Sinonimia
- Tagetes persicaefolius (Benth.) B.L.Turner[3]